# Idioctis eniwetok
Idioctis eniwetok is een spinnensoort uit de familie Barychelidae. De soort komt voor op de Marshalleilanden en de Carolinen.